# Jeonju EM FC
Jeonju EM (kor. 전주 EM) – klub piłkarski z Korei Południowej, z miasta Chŏnju, występujący w K3 League (3. liga).